# Ramonda
Ramonda (Ramonda), alternativně též ramondie, je rod rostlin z čeledi podpětovité. Zahrnuje pouze 3 druhy, které jsou všechny evropské endemity a třetihorní relikty. Ramonda pyrenejská se vyskytuje v Pyrenejích a přilehlých horách, zbývající 2 druhy rostou na Balkáně. Ramondy jsou pomalu rostoucí, vytrvalé byliny se svraskalými chlupatými listy v přízemní růžici a s nápadnými fialovými květy.
Pěstují se jako skalničky.

## Popis
Ramondy jsou vytrvalé byliny s přízemní růžicí listů. Listy jsou svraskalé, vejčité, okrouhlé až úzce obvejčité, 2 až 6 cm dlouhé, na líci s krátkými bílými chlupy, na rubu a na řapíku dlouze vlnaté hnědými chlupy. Květenství jsou 6 až 12 cm vysoké stopkaté okolíky tvořené 1 až 6 květy. Květy jsou většinou pětičetné, někdy mají jako anomálie jiný počet květních částí. Kalich je pravidelný, s 5 laloky podobného tvaru a velikosti a delšími než kališní trubka. Koruna je fialová se žlutým středem, kolovitá nebo miskovitá a téměř pravidelná a má 2 až 4 cm v průměru. Korunní cípy jsou mnohem delší než korunní trubka. Tyčinek je 5, jsou všechny fertilní a vyčnívají z korunní trubky. Prašníky jsou asi stejně dlouhé jako nitky tyčinek. Semeník je svrchní, s jednou komůrkou a čnělkou nesoucí hlavatou, nedělenou bliznu. Plodem je 9 až 15 mm dlouhá přehrádkosečná tobolka, mnohem delší než kalich.
Druhy Ramonda myconi a R. nathaliae jsou diploidní, u Ramonda serbica byl nejčastěji zjištěn hexaploidní počet chromozomů, výjimečně i vyšší. Přirozený kříženec balkánských druhů je většinou tetraploidní.

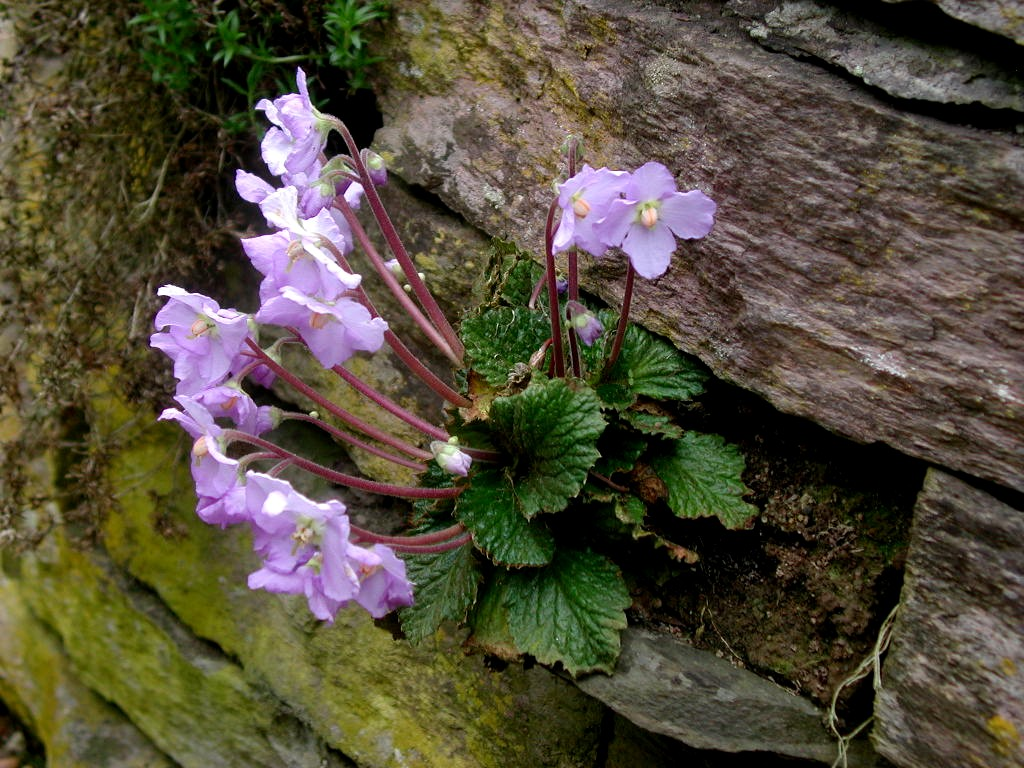
Ramonda nathaliae
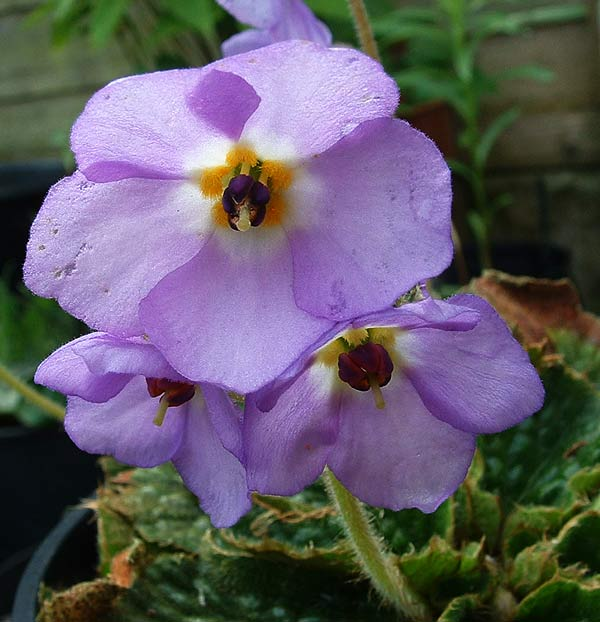
Detail květů Ramonda serbica
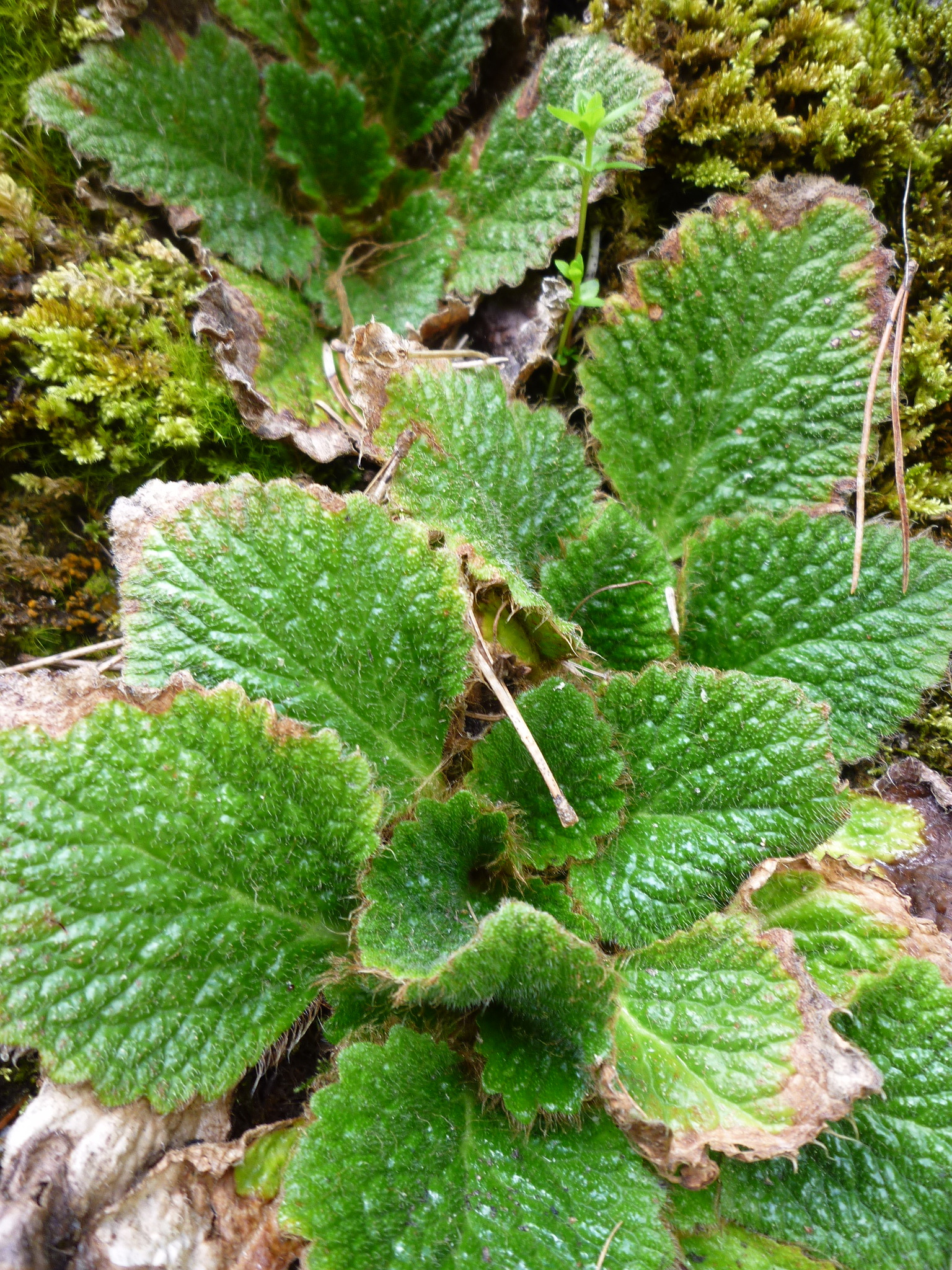
Listová růžice ramondy pyrenejské

## Rozšíření
Rod ramonda zahrnuje 3 druhy a je to endemický rod Evropy. Ramonda pyrenejská (Ramonda myconi) je endemit Pyrenejí a přilehlých pohoří v severovýchodním Španělsku. Ramonda nathaliae se vyskytuje zejména v Severní Makedonii a v menší míře na území Kosova a Řecka. Areál R. serbica je položen poněkud východněji, zejména v Albánii, dále na území Srbska, Černé Hory, Řecka a Severní Makedonie. Na dvou lokalitách v jihovýchodním Srbsku se tyto dva druhy vyskytují spolu a byly zde nalezeny i přirozené hybridy.

## Ekologie
Ramondy se vyskytují na stinných, vlhkých, vápencových skalách a v roklinách na severně orientovaných stranách hor. Druh R. nataliae roste na dvou lokalitách také na hadcových podkladech, ramonda pyrenejská je nacházena i na slabě kyselých podkladech. Balkánské druhy rostou v nadmořských výškách od 100 do 2200 metrů, ramonda pyrenejská od 600 do 2250 m/m. Rostou zakořeněné ve skalních puklinách v mělké půdě pokryté mechy. Staré listy neopadávají, hromadí se pod rostlinou a spolu s odumírajícími mechy tvoří hlavní složku dostupných živin, jejichž příjem je podpořen mykorhizou. Hyfy symbiotických hub pronikají do většího objemu substrátu než samotné kořeny rostlin. Stabilita vodního režimu je zvyšována hustým kobercem mechů. Ramonda nathaliae je oproti R. serbica odolnější vůči suchu.

## Zajímavosti
Ramondu pyrenejskou popsal již Carl Linné v roce 1753, který ji ovšem zařadil do rodu divizna a popsal jako Verbascum myconi. Do rodu Ramonda ji zařadil v roce 1832 Reichenbach. Zbývající druhy byly popsány později, v letech 1874 a 1884 Pančičem.

## Historie
Ramondy jsou pozůstatky horské flóry, rostoucí v oblasti Pyrenejí a Balkánu v období pozdních třetihor. Toto období se vyznačovalo teplým subtropickým až mírným klimatem a vysokou vlhkostí. Nastupující ledová doba zredukovala tyto populace na zvlášť chráněná stanoviště, jako jsou skalní pukliny v horách a říční soutěsky a údolí v nižších nadmořských výškách. Na těchto místech se jako jedny z mála evropských třetihorních reliktů dochovaly až do dnešních dnů.

## Přehled druhů
- ramonda pyrenejská (Ramonda myconi)

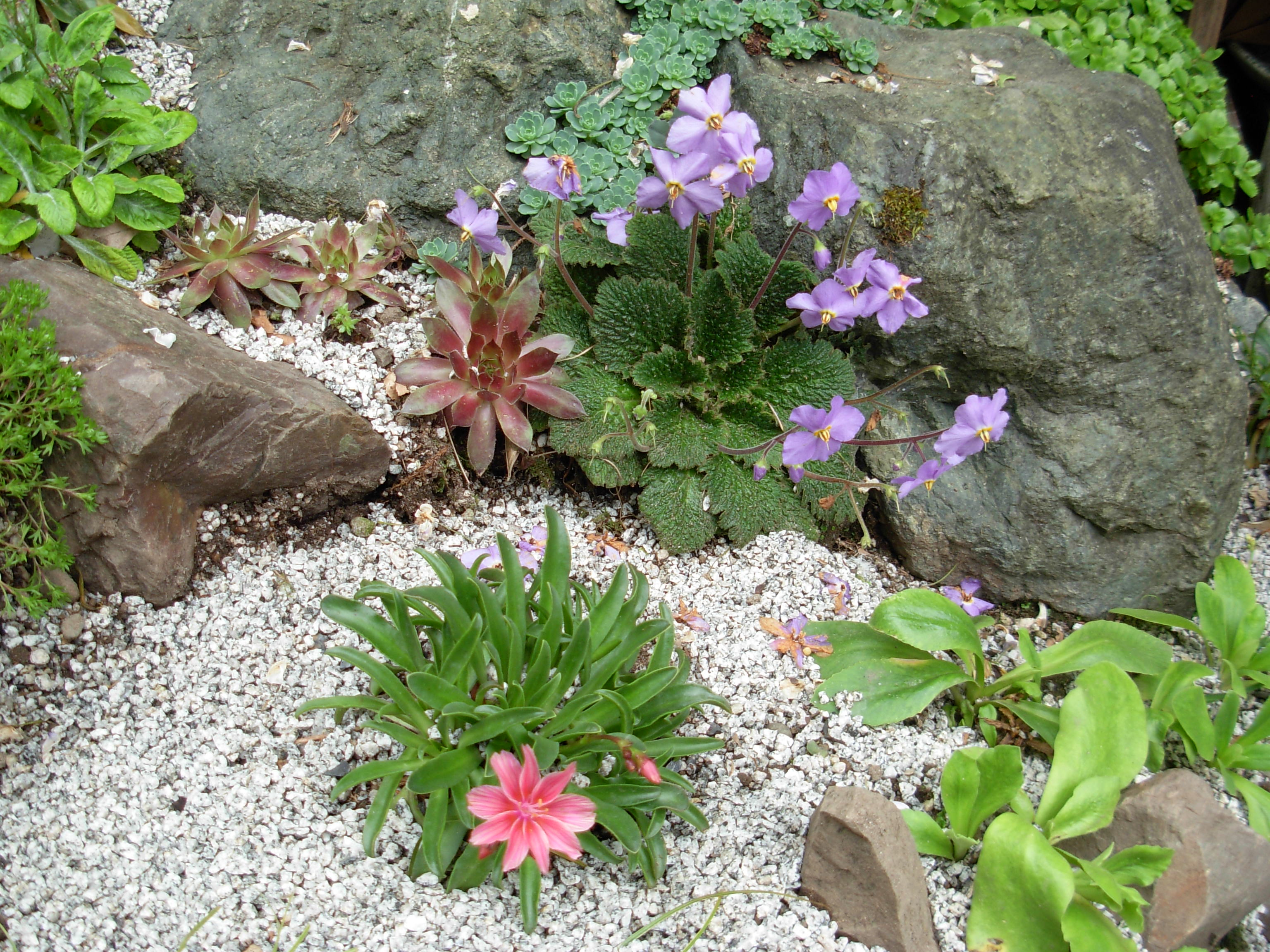
Ramonda na skalce (v popředí levisie)

- Ramonda nathaliae
- Ramonda serbica

## Význam
Ramondy se pěstují jako atraktivní, zajímavé skalničky.
Jsou k vidění i v českých botanických zahradách. Ramonda pyrenejská je pěstována též v kultivarech s bílými ('Alba') a růžovými ('Rosea') květy, Ramonda nathaliae v bělokvěté formě ('Alba').

## Pěstování
Ramondy je možno pěstovat na přistíněných místech na skalkách, suchých zdech, lávových blocích i v miskách. Vyhovuje jim dobře propustný substrát. Množí se dělením po odkvětu, v pozdním létě nebo na jaře, dále listovými řízky v létě a výsevem semen na jaře. Semenáčky rostou pomalu.